# Райс, Кристофер
Кристофер Трэвис Райс (англ. Christopher Travis Rice; род. 11 марта 1978, Беркли, Калифорния, США) — американский писатель, сын романистки Энн Райс и художника и поэта Стэна Райса. Автор нескольких произведений, ставших бестселлерами.

## Биография
Кристофер Райс родился в семье писательницы Энн Райс (1941—2021) и художника и поэта Стэна Райса (1942—2002). Тётя Кристофера Райса Элис Борхардт (1939—2002) также была писательницей. Райс рос как единственный ребёнок, так как его старшая сестра Мишель умерла в 5-летнем возрасте от лейкемии, за 6 лет до его рождения.
Дебютировал в качестве писателя в 2000 году с романом A Density of Souls. Впоследствии издательством Charles Scribner’s Sons было опубликовано ещё четыре его произведения, которые получили широкую популярность в ЛГБТ-сообществе.
Райс является открытым геем. В своих работах он обращается к теме жизни гомосексуального мужчины в американском социуме. В одном из интервью Райс сказал, что гордится популярностью написанных им произведений у членов ЛГБТ-сообщества.
Райс является автором колонки «Прибрежные волнения» (англ. Coastal Disturbances) для The Advocate — американского ежемесячного журнала, ориентированного на ЛГБТ-сообщество. Живёт в Лос-Анджелесе.

## Список произведений
- A Density of Souls (2000)
- The Snow Garden (2001)
- Light Before Day (2005)
- Blind Fall (2008)
- The Moonlit Earth (2010)
- The Heavens Rise (2013)
- The Vines (2014)
- The Flame (2014)
- The Surrender Gate (2015)
- Kiss The Flame (2015)
- Dance of Desire (2016)
- Desire & Ice (2016)
- Bone Music: A Burning Girl Thriller (2018)[6]

Вместе с матерью:
- Ramses the Damned: The Passion of Cleopatra (2017)